# A Monster like Me
A Monster like Me è un singolo del cantautore norvegese Kjetil Mørland e della cantante svizzera Debrah Scarlett, pubblicato il 17 febbraio 2015 da Morland Music.
Il brano è stato scritto e composto da Kjetil Mørland.
Dopo aver vinto il Melodi Grand Prix, il brano ha rappresentato la Norvegia all'Eurovision Song Contest 2015, classificandosi all'8º posto nella finale dell'evento. Il brano ha anche vinto il Composer Award dei Marcel Bezençon Awards.

## Video musicale
Il video musicale ufficiale è stato caricato sul canale YouTube di Kjetil Mørland il 20 febbraio 2015.
Il video è ambientato in una stanza buia durante un pasto piuttosto sontuoso. Nel corso del video Debrah Scarlett, vestita elegantemente in nero, versa un liquido sconosciuto nei calici degli ospiti che bevendolo impazziscono ed iniziano a rivoltare la tavola lanciandosi l'un l'altro il cibo. Mørland ha successivamente dichiarato di aver scelto un'atmosfera relativamente immobile per non distrarre dalla canzone, ispirandosi al padre della drammaturgia moderna, il norvegese Henrik Ibsen.

## Partecipazione all'Eurovision Song Contest
Il singolo è stato selezionato per partecipare al Melodi Grand Prix 2015, festival musicale norvegese adottato come metodo di selezione nazionale per l'Eurovision Song Contest. Emerso vincitore tra altri 10 partecipanti, il brano ha ottenuto il diritto di rappresentare la Norvegia all'Eurovision Song Contest 2015, ospitato dalla capitale austriaca, Vienna.
Sorteggiata per la partecipazione nella seconda semifinale, la Norvegia si è esibita 6ª, classificandosi 4ª con 123 punti e qualificandosi per la finale, dove, esibendosi 9ª, si è classificata 8ª con 102 punti.

## Classifiche
| Classifica (2015) | Posizione massima |
| ----------------- | ----------------- |
| Austria           | 17                |
| Belgio (Fiandre)  | 87                |
| Germania          | 92                |
| Norvegia          | 23                |
| Svizzera          | 45                |